# ژان لوک آریبارت
ژان لوک آریبارت (انگلیسی: Jean-Luc Arribart؛ زادهٔ ۹ مارس ۱۹۵۵) بازیکن فوتبال اهل فرانسه است.
از باشگاه‌هایی که در آن بازی کرده‌است می‌توان به باشگاه فوتبال نانسی، باشگاه فوتبال رن، و باشگاه فوتبال استاد رنس اشاره کرد.